# Benedetto Rubino
Benedetto Rubino (San Fratello, 1884 – Acquedolci, 1958) è stato uno scrittore, letterato e antropologo italiano.

## Biografia

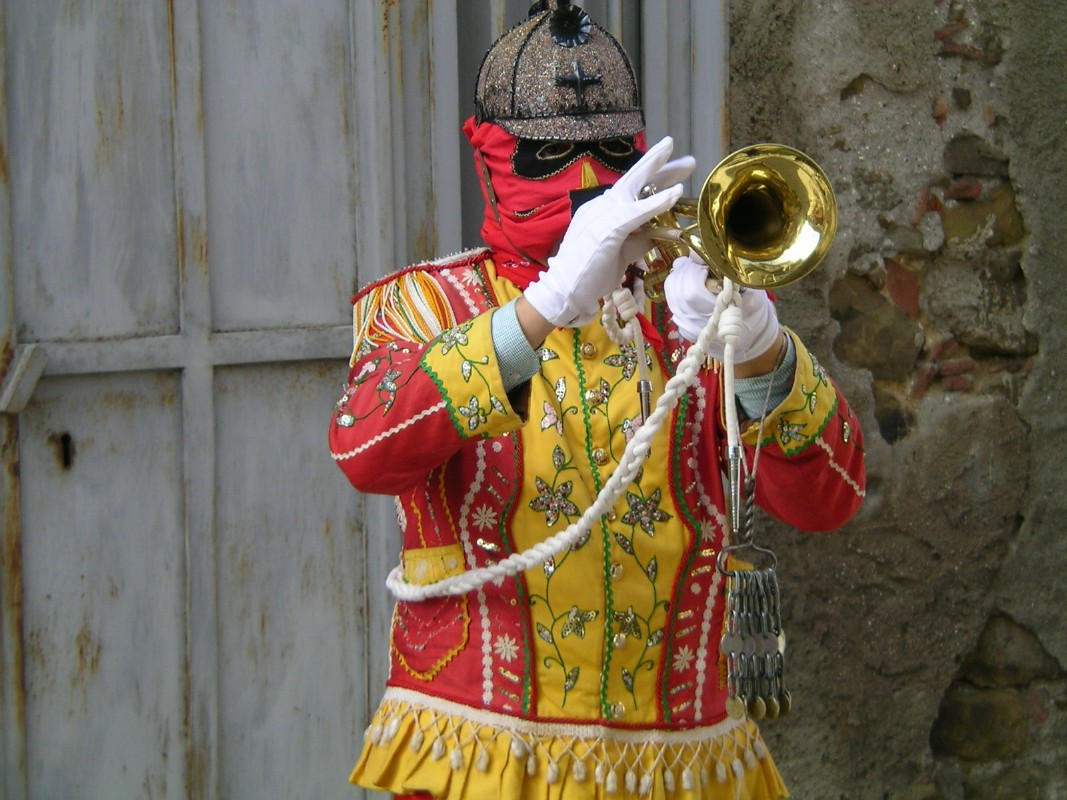
Festa dei Giudei a San Fratello

Nato a San Fratello, comune siciliano della provincia di Messina dove si parla il galloitalico di Sicilia, fu farmacista di professione, ma dedicò la sua vita allo studio delle espressioni materiali della cultura popolare del territorio dei Monti Nebrodi.
Compose importanti saggi sulla storia locale e sulla festa dei Giudei di San Fratello; collaborò con il prestigioso supplemento del Corriere della Sera, La Lettura, dove pubblicò gran parte dei propri lavori.
Benedetto Rubino  è sepolto nel Cimitero di Acquedolci.

## Opere
- Folklore di San Fratello, A. Reber, Palermo 1914
- Presepi siciliani, La Lettura, Milano gennaio 1915
- Venditori ambulanti in Sicilia, La Lettura, Milano 1920
- Villaggi di capanne nei boschi siciliani, La Lettura, Milano 1921
- Usi e costumi novelle e poesie del popolo siciliano, Remo Sandron, Palermo 1924
- La lavanda dei piedi a San Fratello: ultime sacre rappresentazioni in Sicilia, Tirelli di G. Guaitoli, Catania 1925, da Il folklore italiano, A. 1, n. 1 (aprile 1925)
- La Sicilia che se ne va: tipi e figure di strada, La Lettura, a. 30., n. 4, Milano aprile 1930